# Île de la Cité
Île de la Cité (francosko il də la site; dobesedno Mestni otok) je otok v reki Seni v središču Pariza. V 4. stoletju je bila na tem mestu utrdba rimskega guvernerja. Leta 508 je Klodvik I., prvi frankovski kralj, na otoku postavil svojo palačo. V 12. stoletju je postal pomembno versko središče, dom stolnice Notre-Dame in kraljeve kapele Sainte-Chapelle ter prve mestne bolnišnice Hôtel-Dieu. To je tudi mesto najstarejšega ohranjenega mostu v mestu, Pont Neuf.
Z odhodom francoskih kraljev v Louvrsko palačo in nato v Versajsko palačo je otok postal pravosodno središče Francije. Leta 1302 je gostil prvo zasedanje pariškega parlamenta, pozneje pa je bil prizorišče sojenj aristokratom med francosko revolucijo. Danes je dom Prefecture de Police, Sodna palača ( Palais de Justice) in Tribunal de commerce de Paris. Mémorial des Martyrs de la Déportation, spomenik 200.000 ljudem, deportiranim iz vichyjevske Francije v nacistična koncentracijska taborišča med drugo svetovno vojno, je na vzhodnem koncu otoka. Najbolj znana znamenitost mesta, Notre-Dame de Paris, je bila močno poškodovana v požaru leta 2019 in je zaprta, vendar se pričakuje, da jo bodo znova odprli pravočasno za olimpijske igre v Parizu leta 2024. Leta 2016 je na otoku živelo 891 prebivalcev.

## Zgodovina

### Zgodnja zgodovina
Galska naselbina, imenovana Lutecija, je morda obstajala na otoku vsaj od 3. stoletja pred našim štetjem. Bližnjo okolico je naseljevalo majhno galsko pleme Parizi. Otok jim je morda služil kot priročen kraj za prečkanje Sene, izhodišče za cvetočo rečno trgovsko mrežo in zatočišče v času invazije. Vendar pa na otoku do danes niso našli pomembnejših sledi naselbine pred 1. stoletjem našega štetja.
Parižani so bili znani trgovci, ki so izkoriščali rečne trgovske poti po Evropi. Kovanci, ki so jih kovali Parižani, iz leta približno 100 pr. n. št., so bili najdeni v izkopavanjih po Franciji in drugih delih Evrope. Otok je bil najprimernejši rečni prehod z mostovi na obeh straneh otoka.
Prva zabeležena omemba otoka je v Komentarjih Julija Cezarja. Leta 53 pred našim štetjem je Cezar med osvajanjem Galije prišel v Lutecijo in se srečal z voditelji galskih plemen. Strinjali so se, da se podredijo Rimu, a so se nato skoraj takoj uprli. Cezar je poslal enega od svojih generalov, Tita Labiena, da pokori Parižane. Parižani so požgali mostove, da bi preprečili njegov prihod, vendar so bili izigrani in poraženi v bitki na ravnini Auteuil.
Akademska razprava o prvotni lokaciji Lutecije se je začela leta 2006, po izkopavanju velike galske nekropole v letih 1994–2005 z rezidencami in templji v Nanterru ob Seni v pariškem predmestju. Nekateri zgodovinarji so to naselbino v Nanterru predstavili kot galsko Lutecijo in ne kot Île de la Cité. Drugi zgodovinarji poudarjajo, da je Cezar opisal »Lutecijo, mesto ('oppidum') Parižanov, ki je na otoku«. Pravijo, da je odsotnost sledov predrimske naselbine, ki so jih doslej odkrili na Île de la Cité, predvsem posledica nenehne gradnje in prezidave na otoku skozi stoletja.
Po osvojitvi Parižanov se je rimsko mesto Lutecija razvilo predvsem na levem bregu, kjer so bili templji in kopališča. Vendar se je v 3. stoletju našega štetja začela serija vpadov germanskih plemen; rimsko mesto na levem bregu je bilo oplenjeno v letih 275–76. Kasneje je bil levi breg večinoma opuščen. Od leta 307 našega štetja so forum, amfiteater in druge stavbe porušili, kamen pa uporabili za gradnjo obzidja okoli otoka in za gradnjo novih stavb. Kamniti zid ni bil zelo visok - le približno dva metra -, vendar je imel očitno na vrhu še lesene palisade. Otok je postal pomemben obrambni položaj na severnem krilu Rimskega cesarstva. Leta 451, v času poznega Rimskega cesarstva, ko so Huni zasedli levi breg, je sv. Genevieve vodila obrambo mesta z otoka.
Rimski cesar Julijan Odpadnik, ki je od leta 355 do 361 živel v Galiji, je opisal »majhen otok, ki leži v reki; v celoti ga obdaja obzidje, na obeh straneh pa do njega vodita lesena mostova«. Na takratnem zahodnem koncu otoka je bila rezidenca rimskega guvernerja, blizu sedanje Sodne palače. Opisovali so jo kot »palačo«, vendar se zdi, da je bila zelo skromna rezidenca.
Rimljani so zgradili tudi nov pomol, kjer je danes parvis Notre-Dame – Trg Janeza Pavla II.]] Otok je bil takrat precej manjši; rimski pomol je zdaj globoko v notranjosti, daleč od sedanjega roba otoka. Ostanke pomola si lahko ogleda v arheološki kripti pod parvisom, pred Notre Dame de Paris. Tukaj je bil odkrit en pomemben spomenik, ki so ga zapustili Parižani: Steber čolnarjev (Pilier des nautes), skupina kipov, ki so jih postavili mestni čolnarji v 1. stoletju našega štetja, v čast rimskim in galskim bogovom.
Poleg rezidence rimskega guvernerja je bila na otoku meščanska bazilika, v kateri so bila sodišča. Bila je v bližini sedanje cvetlične tržnice in podzemne postaje in je bil velika pravokotna stavba velikosti 70 x 35 metrov, z osrednjo ladjo in dvema stranskima ladjama. Njene temelje so odkrili med gradnjo metro postaje leta 1906. Tudi ta je bila zgrajena s kamenjem, vzetim s foruma na levem bregu.
Leta 486 se je sv. Genevieve pogajala o podreditvi Pariza Klodviku I., prvemu frankovskemu kralju, ki je leta 508 Pariz izbral za svojo prestolnico. Prva pariška stolnica, stolnica sv. Štefana, je bila zgrajena v letih 540–545, blizu zahodno od sedanje Notre Dame de Paris in le nekaj sto metrov od kraljeve palače.
Hugo Capet (okoli 941–996), ustanovitelj rodbine Kapetingov, je začel kot vladar kraljestva, ki ni bilo veliko večje od pariške regije, toda z osvajanjem in poroko so on in njegovi potomci spremenili Francosko kraljestvo v pomembno evropsko moč. Vidni simbol kapetinske moči je bila Palais de la Cité, ki so jo on in njegovi potomci povečali in olepšali. Filip IV. Francoski je zgradil Grand Chamber in novo obzidje z dvema stolpoma: Cezarjevim stolpom in Srebrnim stolpom. Ludvik VI. (1081–1137) je stari stolp podrl in zgradil še večjega, ki je ostal do 18. stoletja.

### 12.–17. stoletje
Ludvik IX. Francoski je zgradil svojo novo kapelo, dragulju podobno Sainte-Chapelle, med letoma 1242 in 1248. V istem obdobju je bila zgrajena najbolj znana znamenitost otoka: stolnica Notre Dame de Paris. Prejšnja stolnica Saint-Etienne, je bila zgrajena v romanskem slogu. Leta 1160 je pariški škof Maurice de Sully začel graditi stolnico v novem gotskem slogu, ki se je ujemala z veličastnostjo palače. Prve kamne v temelj nove stolnice je leta 1163 položil papež Aleksander III. Njena gradnja je trajala dve stoletji.
V tem obdobju so bile na otoku zgrajene nove ulice in hiše, in je postajal vedno bolj poseljen. Gneča na otoku in posledične težave ozkih ulic, preobremenjenih s prometom, onesnaženostjo in neprijetnimi vonjavami, so francoske kralje navedle, da so iskali novo rezidenco. Upor Parižanov leta 1358, ki ga je vodil Etienne Marcel, trgovski prošt, v času, ko je bil francoski kralj talec Angležev, je povzročil, da je naslednji kralj, Karel V. Francoski, svojo rezidenco preselil na rob mesta: najprej do Hôtela Saint-Pol, nato do Bastilje in končno do Louvrske palače.
V naslednjih stoletjih, po odhodu kraljev, je otok ohranil svoj pomen upravnega središča. Bil je dom sodišč in razsodišč, pa tudi Pariškega parlamenta: skupščine plemičev, ki so uradno potrjevali kraljeve razglase. Vključevalo je Conciergerie, v katerem so bili kraljevi zapori in sodni uradi. Na otoku so bile izvedene tudi druge pomembne spremembe. Leta 1585 so se začela dela na Pont Neufu na skrajnem zahodnem koncu otoka. Leta 1607 se je Henrik IV. odpovedal kraljevemu vrtu na otoku, ki je bil preoblikovan v Place Dauphine, in Pont Neuf je bil dokončan.
Ko so zgradili Pont Neuf, so mu pridružili dva majhna otoka, Île à la Gourdaine in Île aux Juifs, ki sta bila neposredno zahodno. Ilot des Juifs je bil kraj, kjer so leta 1314 na grmadi zažgali Jacquesa de Molaya, vodjo vitezov templjarjev, saj je bil otok tik pod stolpi kraljeve palače. Stičišče majhnih otokov je bilo dokončano leta 1607, dežela pa se je razvila v Place Dauphine in Square du Vert-Galant.
Henrik IV. je začel prakso prodaje zemljišč na otoku za zasebne mestne hiše, zlasti razvoj Place Dauphine na vzhodnem koncu otoka. V istem stoletju je Ludvik XIII. naredil velik napredek na otoku z gradnjo kamnitih rečnih bregov, da bi zadržal reko. To ni preprečilo velike poplave Sene v letih 1689–90, ki je uničila spodnje vitraje Sainte-Chapelle.

### 18. stoletje
V 18. stoletju je Conciergerie na otoku postal prizorišče nekaterih najbolj dramatičnih dogodkov francoske revolucije. Leta 1788 je ustavodajna skupščina, ki se je sestala v nekdanji kraljevi palači, zavrnila zahteve Ludvika XVI., da preda nekaj svojih članov. Leta 1790 je Jean Sylvain Baily, župan Pariza, zapečatil vrata kraljeve palače. Avgusta 1793 so kraljico Mariji Antoaneto odpeljali v Conciergerie, kjer so jo zaprli. Po dveh mesecih in pol so ji sodili in jo obsodili na giljotino. Septembra 1793 so radikalni Sans-Culottes vdrli v Conciergerie in pobili preostale rojalistične zapornike. 27. julija 1795 je bil na vrsti revolucionarni voditelj Robespierre, ki so ga aretirali, pripeljali v Conciergerie, mu sodili in ga poslali na giljotino.
Med francosko revolucijo je trpela tudi Notre Dame de Paris; zaprli so jo in nato spremenili v tempelj razuma; velik del kipov - zlasti v portalih na zahodnem pročelju - je bil poškodovan ali uničen. Sosednja bolnišnica Hotel Dieu je za sekularne revolucionarje zvenela preveč religiozno, zato so jo preimenovali v Hišo človečnosti. Obnova revolucionarne škode se je začela šele v 1830-ih, zlasti po uspehu romana Victorja Hugoja iz leta 1831  Notredamski zvonar.

### 19.–20. stoletje
V zgodnjem 19. stoletju, z obnovo monarhije, je bila stara palača bistveno prezidana za njeno funkcijo središča sodnega sistema. Tam, kjer je bila celica Marije Antoanete, je bila zgrajena spravna kapela. Med letoma 1820 in 1828 so prezidali fasado med stolpom Horloge in stolpom Bonbec. Ostal je zapor; bodoči Napoleon III. je bil tam nekaj časa zaprt po neuspelem poskusu strmoglavljenja vlade.
Sredi 19. stoletja je bil otok prenaseljen, z ozkimi ulicami in slabimi sanitarnimi pogoji. Močno so ga prizadele velike epidemije kolere v letih 1832 in 1849, ki so ubile na tisoče Parižanov. Novi predsednik in takratni cesar Napoleon III. je ukazal porušiti stare ulice in stavbe ter odpreti široke avenije in trge. Dvorana pred stolnico se je močno povečala. Leta 1867 je Napoleon III. porušil tudi prepolno srednjeveško bolnišnico Hotel Dieu in jo nadomestil z današnjo stavbo.
Sredina 19. stoletja je prinesla novo akcijo prezidave in obnove. Med letoma 1837 in 1863 je bila Saint-Chapelle, ki je bila spremenjena v skladišče pravnih dokumentov, obnovljena v srednjeveškem sijaju. Pročelje sodne palače je bilo med letoma 1847 in 1871 v celoti prezidano. Srednjeveški dvorani in Bonbčevemu stolpu so povrnili prvotno podobo.
Pariška komuna je leta 1871 prinesla kratek val uničenja. V zadnjih dneh komune so komunardi zažgali sodno palačo in poskušali požgati Notre-Dame de Paris. Velik del palače je bil uničen, vendar je Notre-Dame rešilo osebje stolnice, saj je utrpela le minimalno škodo. Med letoma 1904 in 1914 je bila sodna palača končno dokončana. Conciergerie je bil leta 1862 razglašena za zgodovinski spomenik. Za javnost so jo odprli leta 1914, preostale zaporniške oddelke pa so zaprli leta 1934. 

## Opis

### Trg l'Île de la Cité in spomenik mučenikom deportacije
- Vzhodni del otoka in obzidje spomenika mučenikom deportacije
- Trg l'Île de la Cité in vhod v spomenik mučenikom deportacije
- Dvorišče spomenika
- Notranjost spomenika

Place de l'Île de la Cité je majhen park, ki je na skrajni vzhodni konici otoka, za stolnico. Prvotno je bil ločen otok, imenovan La Motte-aux-Papelards, delno sestavljen iz ostankov gradnje stolnice. Leta 1864 ga je baron Haussmann izbral za novo lokacijo za pariško mrtvašnico, ki je tam ostala petdeset let.
Ob trgu je Memorial to the Martyrs of Deportation, spomenik dvesto tisoč ljudem, ki so bili med drugo svetovno vojno poslani v nacistična taborišča. Leta 1962 ga je posvetil takratni predsednik Charles de Gaulle. Spomenik je nižje od parka, do njega vodijo ozke stopnice. Je izjemno oster in preprost, sestavljen iz trikotnega dvorišča, ki omogoča dostop do kripte in hodnika. Stene kripte so popisane z imeni koncentracijskih taborišč in s citati pisateljev; hodnik je obložen z dvesto tisoč majhnimi steklenimi kristali, od katerih vsak predstavlja žrtev deportacij.

### Stolnica in trg Janeza Pavla II.
- Stolnica in trg Janeza Pavla II.
- Trg Janeza Pavla II., pogled s stolpa stolnice
- Ostanki galsko-rimskih term pod vežo (4. st.)
- Kip Karla Velikega ob cerkvi Notre Dame

Stolnica Notre Dame je ena najbolj vidnih in slavnih znamenitosti Pariza. Gradnja se je začela leta 1163 poleg starejše romanske stolnice Saint Etienne in je bila v veliki meri dokončana do leta 1345. Je med največjimi gotskimi stolnicami v Evropi, saj ima šest in pol tisoč sedežev. Flèche ali strešni jezdec Notre-Dame de Paris, prvotno zgrajen v letih 1220–1230, je bil odstranjen v 17. stoletju, nato pa ga je sredi 19. stoletja ponovno postavil Eugene Viollet-Le-Duc. S 96 metri višine je bil najvišja stavba v Parizu do izgradnje Eifflovega stolpa. Vrh in velik del strehe je 15. aprila 2019 uničil požar, zato je stolnica od takrat zaprta zaradi obnove. Predvidoma bo ponovno odprt aprila 2024.
Parvis ali trg pred stolnico - zdaj uradno znan kot Place Jean-Paul-II - je dolg 135 metrov in širok 106 metrov, šestkrat večji od prvotnega srednjeveškega trga. Območje pred cerkvijo je bilo polno ozkih hiš in ulic, dokler Napoleon III. in baron Haussmann sredi 19. stoletja Pariza nista obnovila v bolj ekspanzivnem slogu.
Izkopavanja za parkirišče pod trgom leta 1965 so odkrila ostanke prvotnega galo-rimskega obzidja mesta in rimskih kopeli iz 4. stoletja. Zdaj so odprti za javnost.
Plošča na pritličju trideset metrov pred osrednjim portalom označuje točko, od katere se merijo cestne razdalje do drugih mest v Franciji. To isto območje je bilo v srednjem veku lokacija zalog, kjer so bili v verigah razstavljeni zloglasni jetniki.
Kip cesarja Karla Velikega na konju ob reki pred stolnico je največji spomenik na Parvisu. Bronasto skulpturo sta leta 1878 izdelala brata Louis in Charles Rochet v romantičnem slogu. Legendarna viteza Roland in Olivier sta upodobljena, kako hodita ob cesarju.

### Trg Louis-Lepine, Cvetlični trg in Trgovsko sodišče
- Cvetlični trg
- Trg Louis-Lépine, nasproti Sodne palače
- Postaja metroja "Cité" na trgu Louis-Lépine
- Trgovsko sodišče

Velik trg – Place Louis-Lepine – je v središču otoka, pred prefekturo policije. Gosti znamenito Cvetlično tržnico, ki je bila ustanovljena z Napoleonovim ukazom januarja 1808. Zavzema prostor med Place-Louis Lepine in Seno. Leta 2016 se je trg preimenoval v Marché aux fleurs Reine-Elizabeth-II., med obiskom kraljice Elizabete II. v Parizu. Ob nedeljah postane tudi velika tržnica za žive ptice in druge hišne ljubljenčke. Na trgu je edina podzemna postaja na otoku s secesijskim portalom, ki ga je zasnoval Hector Guimard. Postaja metroja je nenavadno globoka - dvajset metrov pod zemljo - ker mora predor, po katerem vozijo vlaki, potekati pod reko Seno.
Policijska prefektura je bila zgrajena pod Napoleonom III. kot vojašnica republikanske garde. Postopoma so ga razširili v policijski štab z oblastjo nad dvajsetimi okrožji Pariza in departmaji, ki obdajajo Pariz. Med osvoboditvijo Pariza avgusta 1944 je bila stavba prizorišče hudih bojev. Ko je stavkala francoska policija, so okupacijske nemške sile napadle stavbo s tanki. Ubitih je bilo sto sedeminšestdeset policistov.
Poleg Quai de la Corse, na Pont au Change, je Tribunal de Commerce de Paris – Trgovsko sodišče, ki vsebuje poslovna in trgovinska sodišča. Sodniki tega sodišča niso odvetniki, ampak poslovni ljudje, izvoljeni za 2–4 leta. Stavba je bila zgrajena med letoma 1860 in 1865 v izjemno bogato okrašenem slogu Ludvika XIII. - kot operna hiša Palača Garnier, zgrajena približno v istem času. Njeno kupolo je navdihnila Nova stolnica v Brescii v Italiji, ki so jo začeli graditi leta 1604, a dokončali šele leta 1825. Napoleon III. jo je občudoval leta 1859 med svojo vojaško kampanjo, ki je Italijo osvobodila avstrijske oblasti.

### Hôtel-Dieu
- Pogled na Hôtel-Dieu s stolpa Notre-Dame
- Stran Hôtel-Dieu, ki gleda na Seno
- Notranje dvorišče Hôtel-Dieu

Hôtel-Dieu, ki je med Parvis Notre-Dame na jugu in Quai de la Corse na severu, je najstarejša bolnišnica v Parizu. Velja za najstarejšo še delujočo bolnišnico na svetu. Izročilo pravi, da ga je leta 651 ustanovil sv. Landri, pariški škof. Prvotno je bila na drugi strani Parvisa, ob reki, z drugo stavbo na levem bregu Sene. Stara bolnišnica je slovela po prezasedenosti, saj je bilo na vsaki postelji več bolnikov. Večkrat je bila prezidana. Med francosko revolucijo so jo preimenovali v Hišo človeštva, v skladu s posvetnimi načeli revolucije. Današnjo bolnišnico je leta 1863 začel graditi Napoleon III., dokončala pa leta 1877. Zasnovo v italijanskem renesančnem slogu je zasnoval arhitekt Arthur-Stanislas Diet. Ima več stavb, povezanih s portiki. Do leta 1908 so v bolnišnici skrbele redovnice; zdaj je del mreže pariških javnih bolnišnic.
Med zgodovinskimi stavbami blizu iste lokacije je bil leta 1670 zgrajen Hospic najdenih otrok, kjer so lahko novorojenčke zapustili brez pojasnila ob kateri koli uri dneva ali ponoči. Pred francosko revolucijo je sprejela do osem tisoč otrok na leto.

### Četrt kanonikov
- Kanoniška hiša na naslovu 24 Rue Chanoinesse, zgrajena leta 1512
- Kanonikova hiša iz 16. st. pri št. 12 rue Chanoisse
- 9 Quai aux Fleurs, kraj doma Heloise v tragični ljubezenski zgodbi  Pierra Abélarda in Héloïse

Večino zelo starih stanovanjskih četrti na otoku sta v 19. stoletju uničila Napoleon III. in baron Haussmann. Ostalo je samo eno majhno območje: četrt kanonikov (Quartier des Chainoines), ki je med Quai aux Fleurs, rue d'Arcole in rue du Cloitre-Notre Dame. V 16. stoletju je bila rezidenca mnogih kanonikov stolnice. Za zunanji svet je bila zaprta z vrati, trgovanje ni bilo dovoljeno in ženskam vstop ni bil dovoljen razen tistih v »spoštljivi starosti«. Iz tega obdobja je ostalo več rezidenc; hiša na 24 Rue Chanoisse iz približno leta 1512 ima velika vrata, ki vodijo na notranje dvorišče, in mansardna okna, ki štrlijo iz strehe. Zdaj je pokrita z glicinijo. Še en dober primer je na naslovu 12 Rue Chanoinesse.
Eden slavnih prebivalcev soseske je bil dramatik Jean Racine, ki je med letoma 1672 in 1677 živel v drugem nadstropju na dvorišču hiše na naslovu 7 rue des Ursines. Druga znana prebivalka je bila Heloiza, hči kanonika po imenu Fulbert, ki je živela na 9 Quai aux Fleurs. Leta 1418 jo je zapeljal njen učitelj filozofije Pierre Abélard. V tem, kar je postalo ena najbolj opevanih romantičnih tragedij v francoski zgodovini, se je na skrivaj poročila z Abelardom; njen besni oče ga je dal aretirati in kastrirati. Tako Abelard kot Heloiza sta življenje končala v samostanih. Prvotna Heloizina hiša je bila porušena leta 1849, sedanja hiša pa ima ploščo, ki spominja na njeno vlogo v tragični zgodbi. 

### Quai de l'Horloge in Sodna palača
- Stolp Horloge z zvonikom
- Ura stolpa Horloge
- Častno dvorišče Sodne palače

Stara kraljeva palača je ležala ob Quai de l'Horloge, na severovzhodni strani otoka. Z odhodom francoskih kraljev v Louvre in nato v Versailles se je palača postopoma spremenila v pravosodno središče kraljevine, ki je vsebovalo sodišča, upravne pisarne in zapor.
Quai de l'Horloge je dobil ime po uri v stolpu na severovzhodnem vogalu palače. Stolp je bil zgrajen med letoma 1350 in 1353 kot stražni stolp. Ko je bil zgrajen, je bil neposredno ob Seni. Kamniti zidovi Quai de l'Horloge, zgrajeni v začetku leta 1611, so ustvarili prostor za cesto. Prvo uro je naročil Karel V. in je bila obrnjena proti notranjosti palače. Leta 1418 je dobila zunanji obraz, proti mestu, in postala je prva občinska ura v Parizu. V 16. stoletju je dal Henrik III. uro preokrasiti s skulpturo francoskega renesančnega kiparja Germaina Pilona. Stolp je imel prvotno na vrhu srebrn zvon, ki je zvonil le za oznanjanje kraljeve smrti ali rojstvo njegovega dediča. Zazvonilo se je tudi 24. avgusta 1572, na začetku pokola na dan svetega Bartolomeja, da bi označilo začetek napada na protestante v Parizu. Prvotni zvon je bil stopljen med francosko revolucijo, vendar je bil leta 1848 zamenjan. Pozlata ure je bila obnovljena leta 2012.
Med francosko revolucijo je bilo podstrešje v zgornjem nadstropju med Srebrnim stolpom in stolpom Bonbec dom Antoina Quentina Fouquier-Tinvilla, glavnega tožilca revolucionarnega sodišča. Tam je živel s svojo ženo in dvojčkoma, medtem ko je vodil sojenja v nižji sodni dvorani, ki so poslala več kot dva tisoč zapornikov na giljotino.
Večji del fasade ob Seni na Quai de l'Horloge je bil v 19. stoletju prezidan v neogotskem slogu. Izjema so trije stolpi, ki sledijo stolpu Horloge, ki segajo v leto okoli 1300, v času vladavine Filipa IV. Cezarjev stolp in Srebrni stolp obkrožata prehod. Cezarjev stolp je bil zgrajen na galo-rimskih temeljih, medtem ko je Srebrni stolp služil kot kraljeva zakladnica. Tretji in najstarejši stolp – edini, ki ima okrog vrha prsobran – je Stolp Bonbec. Zgradil ga je Ludvik IX., istočasno kot Sainte-Chapelle. Od začetka 15. stoletja je bila v njem mučilna soba palače. Iz tega razloga je veljalo, da ime izhaja iz izraza Bon Bec ali »Hitro razvezati jezik«.
Deli palače bolj zahodno so bili zgrajeni pod Napoleonom III. v neoklasicističnem slogu s korintskimi stebri. Stavbe so postopoma v celoti prevzele sodne funkcije. V njih je zdaj najvišje sodišče v Franciji: pritožbeno sodišče, ustanovljeno leta 1790. Različne stavbe Sodne palače (Palais de Justice) pokrivajo približno tretjino otoka in so na vrhuncu zaposlovale približno štiri tisoč zaposlenih. Še vedno jih večinoma zasedajo sodišča in uradi pravosodnega sistema, čeprav so se nekatere funkcije preselile v novo stavbo na obrobju Pariza.
Glavni vhod je na Boulevard du Palais, za zelo dovršenimi vrati iz kovanega železa. Glavni vhod je iz let 1783–87 in ima veliko stopnišče ter klasični peristil. Do 1840-ih je bilo vstopno dvorišče zasedeno tudi s stojnicami trgovcev, zaradi česar je bilo izjemno živahno.
Starejši del stavbe, Conciergerie, je bil okoli leta 1370 spremenjen v državni zapor, ko so se kralji preselili živet drugam. Prvotni vhod v stavbo je bil v današnjem prvem nadstropju, saj se je nivo ulice postopoma dvigoval. Znotraj vhoda je zelo velika gotska dvorana s štirimi ladjami, razdeljenimi z vrstami masivnih stebrov, ki je bila prvotno znana kot Dvorana orožnikov. Uporabljali so jo predvsem kot jedilnico za dva tisoč zaposlenih v kraljevi službi. Štiri stopnice so prvotno segale navzgor do velike slavnostne dvorane v prvem nadstropju, kjer je zasedal parlament in potekala dvorna praznovanja. Večino tega nadstropja je uničil požar leta 1618, vendar nekateri ostanki ostajajo, vključno s kosi ogromne mize iz črnega marmorja, ki je bila osrednji del dvorane. Zdaj visijo na južni steni spodnje komore.
- Gotska dvorana orožnikov
- Ponovno ustvarjena celica Marie-Antoinette
- Vrata dvorane orožnikov

Kraljeva rezidenca je prvotno mejila na ta del palače, vendar so bili njeni zadnji ostanki uničeni v požaru, ki ga je zanetila Pariška komuna leta 1871. Vse, kar je ostalo od rezidence, je dvorana garde: prvotno predprostor rezidence. Z zahodne strani zadnje stene poteka prehod, znan kot "Rue de Paris"; uporabljal ga je kraljevi krvnik z vzdevkom "Monsieur de Paris".
Nekaj delov starega zapora, ki je bil v uporabi od 1370 do 1914, še vedno obstaja. Revolucionarno sodišče je bilo ustanovljeno v prvem nadstropju Sodne palače od septembra 1793 do padca Robespierra leta 1794. Zapornike so natlačili v skupne celice in jim niso povedali, kakšna je bila obtožba proti njim, vse do dneva pred sojenjem. Državni tožilec Fouquier-Tinville je vnaprej pripravil usmrtitvene kazni z imeni, ki so ostali prazni - da bi pospešil sodni postopek. Po zelo hitrih sojenjih z malo možnostmi za obrambo je tribun poslal na giljotino na tisoče ujetnikov. Obsojene zapornike so običajno usmrtili dan po sojenju. Obrili so jim vratove in razširili ovratnike ter jih v vozičkih po deset ali dvanajst ujetnikov odpeljali na Place de la Revolution (današnji Place de la Concorde) na usmrtitev. Skupno je bilo na ta način obsojenih in usmrčenih dva tisoč sedemsto osemdeset ljudi. Danes je mogoče videti rekonstrukcije nekaterih celic.
Najbolj znana žrtev tega procesa je bila kraljica Marija Antoaneta, ki je bila v Conciergerie zaprta šestinsedemdeset dni: od 2. avgusta do 16. oktobra 1793. Zaprta je bila v majhno celico, kjer sta jo dan in noč opazovala dva stražarja. Na vozičku so jo odpeljali na usmrtitev po ulici, ob kateri je bilo trideset tisoč vojakov in množice porogljivih Parižanov. Po obnovi monarhije, leta 1816, so njeno prvotno celico spremenili v kapelo. Druga celica v bližini, zelo podobna njeni prvotni celici, daje obiskovalcem predstavo o njenih zadnjih dneh.

### Sainte-Chapelle
- Zgornja kapela Sainte-Chapelle
- Spodnja kapela
- Strop spodnje kapele

Sainte-Chapelle je bila kraljeva kapela, je bila na dvorišču palače. Ustvaril jo je Ludvik IX. (kasneje sv. Ludvik) za prikaz svetih relikvij Križanja; zlasti trnovo krono, ki jo je leta 1239 kupil od cesarja v Konstantinoplu. Kasneje je dodal nekaj, za kar je verjel, da je delček Pravega križa. Leta 1241 so dela že potekala, leta 1248 pa je bila posvečena.
Sainte-Chapelle je bila visoka 42,5 metra – brez zvonika – kar jo je uvrščalo med glavne stolnice tistega časa. Za primerjavo, ladja Notre Dame de Paris je visoka 35 metrov. Trenutni zvonik je visok 33 metrov, vendar ni originalen. Pravzaprav je to peti zvonik, ki krasi Sainte-Chapelle. Izdelan je bil v letih 1852–53 po vzoru zvonika iz 15. stoletja. Skulpturo iz 19. stoletja, ki se zgleduje po srednjeveških modelih, je v svinčeno plast vlil Geoffrey-Dechaume.
Velik zaklad Sainte-Chapelle so vitraji iz 13. stoletja; steklo je bilo debelejše od poznejših oken, posledično so bile barve globlje in bogatejše, med katerimi sta prevladovali rdeča in modra. Obstaja več kot tisoč tristo majhnih plošč vitrajev, od katerih vsaka vsebuje svetopisemski prizor. Več kot dve tretjini prvotnega vitraja sta preživeli, vključno s petnajstimi zgodnjegotskimi okni iz 13. stoletja in poznejšo gotsko rozeto iz 15. stoletja. Zgornji del kapele, kjer so bile razstavljene relikvije, je bil rezerviran za kraljevo družino, pritličje pa so uporabljali dvorjani in dvorni služabniki.
Med francosko revolucijo je kapela utrpela veliko škodo. Kasneje so ga spremenili v skladišče dokumentov sosednjega ministrstva za pravosodje.

### Quai des Orfèvres
Quai des Orfèvres, »nabrežje zlatarjev in srebrnarjev«, je na jugozahodni strani otoka, poleg Sodne palače in trga Place Dauphine. V prejšnjih časih je bila tu perutninska tržnica; zato so policiste označevali s slengovskim izrazom pouleti ali »kokoši«. Sedanje ime izhaja iz 17. in 18. stoletja, ko so tukaj imeli svoje trgovine številni slavni pariški draguljarji; vključno z Boehmerjem in Bassengeom - ki sta izdelala znamenito ogrlico za Marijo Antoaneto - in Georgom Friedrichom Strassom, ki je izumil štras in sintetični diamant.
Draguljarne so od takrat izginile, vendar je ulica znana po mogočni poslovni stavbi na naslovu Quai de Orfèvres 36. Zgradila sta jo arhitekta Émile Jacques Gilbert in Arthur-Stanislas Diet med letoma 1875 in 1880 in je nadomestila prejšnjo stavbo predsednika pariškega pritožbenega sodišča, ki jo je uničila Pariška komuna leta 1871. Kot dom Direction régionale de la police judiciaire de la préfecture de police de Paris (Direkcija pravosodne policije pariške prefekture), je njen naslov prikazan v naslovih več zelo priljubljenih francoskih filmov in detektivskih romanov. Tu je imel svojo pisarno izmišljeni detektiv inšpektor Jules Maigret, ki ga je ustvaril Georges Simenon. Policija se je leta 2017 preselila v ulico Bastion v 17. okrožju.

### The Rue de Harlay in Cour de Cassation Palais de Justice
- Cour de Cassation Palais de Justice, na Rue de Harlay
- Dvorana Pas Perdu, preddverje Palais de Justice, Rue de Harlay

Rue de Harlay teče čez otok na severozahodni strani in ločuje Sodno palačo od Place Dauphine. Imenuje se po Achillu de Harlayu, prvem predsedniku pariškega parlamenta v začetku 17. stoletja; njegova hiša je stala na tem mestu, dokler je niso porušili zaradi razširitve sodne palače. Stavba Cour de Cassation, neke vrste francosko vrhovno sodišče, gleda na trg Place Dauphine. Njeno zelo gledališko fasado je zasnoval Joseph-Louis Duc, čigar drugo znano pariško delo je Julijski steber na trgu Place de la Bastille. Ima marmorne klasične stebre, pedimente in reliefe; na velikih stopniščih so izklesani levi, na strehi orli in kipi slavnih pravnikov v togah vzdolž pročelja. Tako kot Pariška opera iz istega obdobja je v slogu Napoleona III. Skoraj dokončana je bila leta 1871, ko je bil odstavljen Napoleon III. Pariška komuna je zažgala nedokončano palačo in jo delno uničila; vendar je bila kasneje obnovljena in dokončana.
Ena znana značilnost je dvorana Pas Perdus ali »Zadnje stopnice«, kamor so zapornike peljali med sodnimi dvoranami in zaporom.

### Place Dauphine
- Vstop na Place Dauphine
- Rezidence iz 17. stoletja na trgu Place Dauphine
- Majhen park Place Dauphine

Trikotni trg Place Dauphine na spodnjem delu otoka je bil prvotno vrt kraljeve palače. Znan kot »Kraljev sadovnjak«, je bil poln zelenjavnih vrtov, sadnih dreves in gredic. Od leta 1609 ga je kralj Henrik IV. spremenil v stanovanjski trg, obrnjen proti palači, podoben trgu, ki ga je nekaj let prej začel na Place des Vosges. Ime je dobil po njegovem sinu, francoskem dofenu (prihodnjem Ludviku XIII.). Prosil je predsednika parlamenta Achilleja de Harlaya, naj ga razvije. Prodanih je bilo dvanajst parcel in za standardizirano fasado je bilo zgrajenih petinštirideset hiš nepravilne velikosti. Hiše so bile zgrajene iz opeke, z apnenčastimi kamni, podprtimi na arkadnih kamnitih pritličjih in pokritimi s strmimi skrilastimi strehami z mansardami - podobno kot fasade Place des Vosges. Vsaka hiša je imela pritličje arkad, ki so jih zasedale trgovine; dve etaži bivalnega prostora; in podstrešje s strešnimi okni.
Prvotno sta bila dva vhoda na Place Dauphine. Eden je bil na spodnjem koncu in je vstopal skozi nekakšen prehod, ki je bil osredotočen na seznanjene paviljone, obrnjene proti konjeniškemu kipu Henrika IV. na drugi strani Pont Neufa. Drug je bil v središču vzhodne vrste hiš, ki so bile med Pariško komuno leta 1871 močno poškodovane.  Skoraj vse stavbe so dvignili v višino, jim dali nove fasade ali jih zamenjali s spremenjenimi različicami originalov. Pomembna prebivalca kraja sta bila filmska zvezdnika Yves Montand in Simone Signoret, ki sta zasedala 15 Place Dauphin - nad knjigarno - od svoje poroke leta 1952 do smrti Signoret leta 1985.

### Pont Neuf in Square du Vert Galant
Pont Neuf, dokončan leta 1606, je bil prvi most v Parizu, ki je prečkal celotno dolžino Sene, in prvi, ki ni bil obdan s hišami. To je bil projekt Henrika IV. Po atentatu na kralja leta 1610 je postal kraj še ene inovacije: prvega konjeniškega kipa v Parizu. Leta 1614 ga je naročila Marija Medičejska – vdova in kraljeva regentka – zasnovan je bil po vzoru konjeniških kipov iz njene rodne Italije. Giambologna je naročilo zaključil leta 1618. Kip je bil uničen leta 1792 med francosko revolucijo, vendar ga je leta 1817 nadomestil kraljevi kipar François Lemot z uporabo odlitkov izvirnika.
V času, ko so kip postavili na most, je stal na samem konici otoka. Leta 1884 je bil konec otoka podaljšan čez peščeni greben z izgradnjo novih pomolov in zasajen z drevesi. To je postal novi trg Vert-Galant. Njegovo ime izhaja iz kraljevega vzdevka kot oboževalca žensk. Trikotni park ima nekaj najlepših pogledov na stavbe ob obeh straneh Sene. 

### Mostovi
- Pont au Change
- Pont Saint-Michel
- Pont Saint-Louis
- Pont d'Arcole

Od zgodnjih časov so leseni mostovi povezovali otok z rečnimi bregovi na obeh straneh. Grand Pont (ali Pont au Change) se je razširil na širši del do desnega brega, medtem ko je Petit Pont prečkal ožji kanal na levi breg. Prvi kamniti most je bil zgrajen leta 1378 na mestu sedanjega Pont Saint-Michela; toda ledene plošče so ga skupaj z vsemi hišami na njem odnesle leta 1408. Grand Pont ali Pont Notre-Dame - ki ga je tudi občasno odnesla poplavna voda - in Petit Pont je na začetku obnovil Fra Giovanni Giocondo iz 16. stoletja. Šest obokov mostu Notre-Dame je podpiralo dvokapne hiše, nekatere iz lesene konstrukcije, dokler niso bile vse porušene leta 1786. 
Trenutno osem mostov povezuje otok s preostalim delom Pariza.
- Pont Neuf, ki ga je začel graditi Henrik IV. in dokončal leta 1607, je najstarejši še vedno v izvirni obliki in edini, ki poteka z desnega brega na levi
- Pont au Change, od Place du Châtelet na desnem bregu do Quai de l'Horloge in Sodne palače
- Pont Notre-Dame, čez središče otoka
- Pont d'Arcole, od Hotela de Ville do Hotela Dieu in Notre Dame de Paris
- Pont Saint-Louis, od Notre-dame de Paris do Ile Saint-Louis
- Pont de l'Archeveche, od jugovzhodnega konca otoka do Quai de Montebello na levem bregu
- Pont Au Double, od Quai de Montebello na levem bregu do pred katedralo Notre Dame de Paris
- Pont Saint-Michel, od Place Saint-Michel čez središče otoka do Chateleta